# Lee Daniels

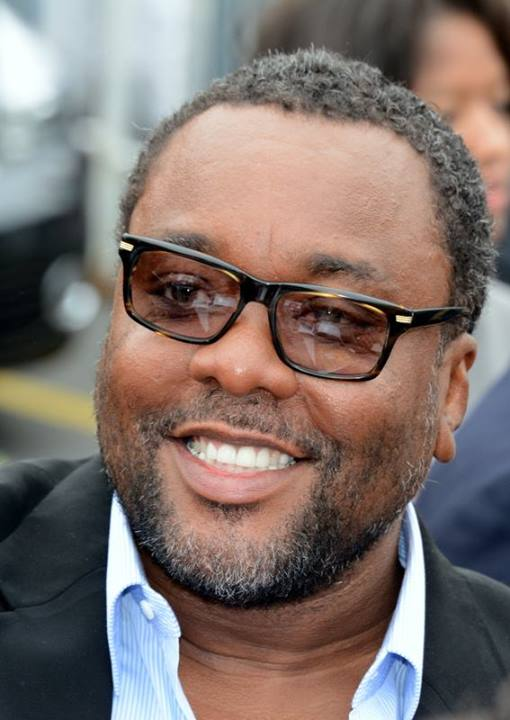
Lee Daniels (2013)

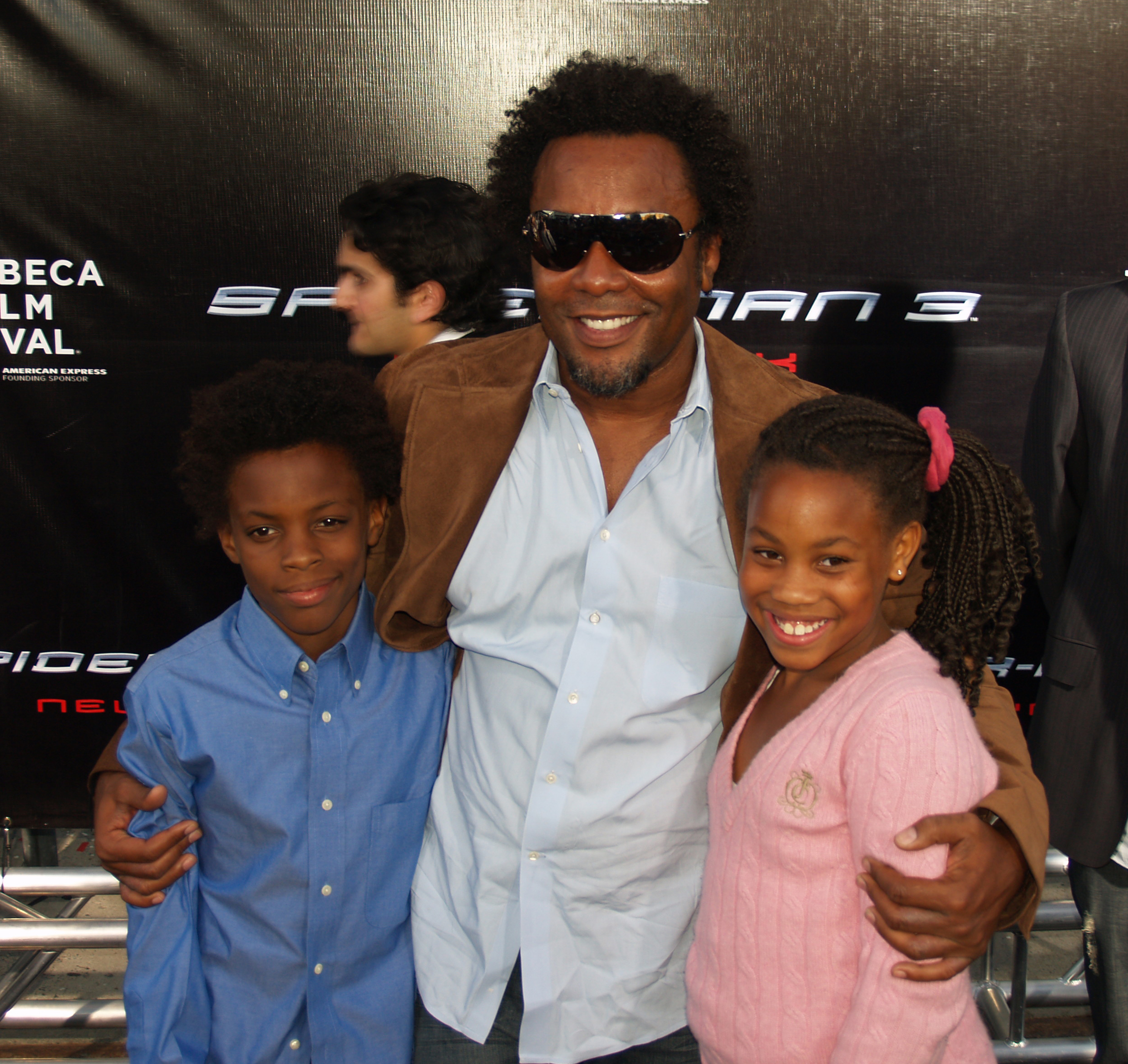
Daniels mit seinem Neffen und seiner Nichte im Jahr 2007

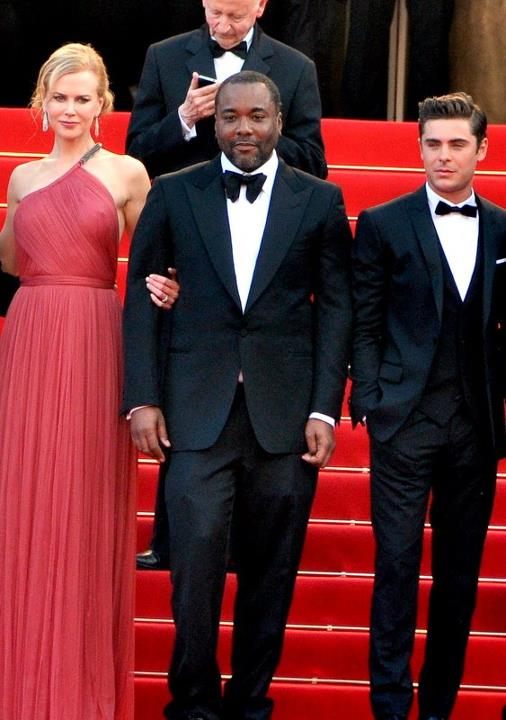
Daniels bei der Premiere seines Films The Paperboy bei den Internationalen Filmfestspielen von Cannes 2012 mit seinen Hauptdarstellern Nicole Kidman und Zac Efron

Lee Louis Daniels (* 24. Dezember 1959 in Philadelphia, Pennsylvania) ist ein US-amerikanischer Film- und Fernsehproduzent, Film- und Fernsehregisseur, Drehbuchautor sowie Schauspieler.

## Leben
Lee Daniels wurde am 24. Dezember 1959 in Philadelphia (Pennsylvania) als Sohn von Clara Watson und William Daniels geboren. Er ging auf das Lindenwood College in Saint Charles (Missouri).
Daniels erster Film als Produzent, Monster’s Ball, verhalf im Jahr 2002 Halle Berry als erster afroamerikanischer Schauspielerin zum Oscar als Beste Hauptdarstellerin. Zusätzlich war der Film in der Kategorie Bestes Originaldrehbuch nominiert.
Sein Regiedebüt gab er 2005 mit dem Film Shadowboxer und war dafür beim Festival Internacional de Cine de Donostia-San Sebastián in der Kategorie „Best New Director“ nominiert.
Seine zweite Regiearbeit, das Sozialdrama Precious: Based on the Novel “Push” by Sapphire, wurde im Januar 2009 auf dem Sundance Film Festival uraufgeführt und erhielt dort den Großen Preis der Jury. Im Mai 2009 lief er auf den Filmfestspielen in Cannes. 2010 erhielt Daniels für Precious Oscar-Nominierungen in den Kategorien Film und Regie sowie einen „Career Achievement Award“ beim American Black Film Festival.
2012 stellte Daniels seinen dritten Spielfilm The Paperboy fertig, der auf dem gleichnamigen Roman von Pete Dexter basiert. Der Thriller spielt in Miami der 1960er Jahre und stellt einen ziellosen jungen Mann (gespielt von Zac Efron) in den Mittelpunkt, der seinem Bruder (Matthew McConaughey) dabei helfen will, einen scheinbar Unschuldigen (John Cusack) vor der Todesstrafe zu bewahren. Dabei verliebt er sich in eine Frau (Nicole Kidman), die Briefverkehr mit dem Todeskandidaten pflegt. Für The Paperboy erhielt Daniels 2012 seine erste Einladung in den Wettbewerb der Internationalen Filmfestspiele von Cannes.
Außerdem erdachte er die US-amerikanischen Fernsehserien Empire und Star, an denen er auch als Regisseur, Drehbuchautor und Executive Producer beteiligt ist.

## Filmografie
Als Produzent
- 2001: Monster’s Ball
- 2004: The Woodsman
- 2005: Shadowboxer
- 2008: Tennessee
- 2009: Precious – Das Leben ist kostbar (Precious: Based on the Novel “Push” by Sapphire)
- seit 2015: Empire (Executive Producer)
- 2017: Star (Executive Producer)

Als Regisseur
- 2005: Shadowboxer
- 2009: Precious – Das Leben ist kostbar (Precious: Based on the Novel “Push” by Sapphire)
- 2012: The Paperboy
- 2013: Der Butler
- 2015: Empire (3 Episoden)
- 2016–2017: Star (3 Episoden)
- 2021: The United States vs. Billie Holiday
- 2024: The Deliverance

Als Drehbuchautor
- seit 2015: Empire
- seit 2016: Star

Als Schauspieler
- 1986: A Little Off Mark
- 2004: Agnes und seine Brüder
- 2005: Shadowboxer